# NYC Ferry
El NYC Ferry es una red pública de rutas de ferry en Nueva York (Estados Unidos) operada por Hornblower Cruises. A septiembre de 2020, esta cuenta con cinco rutas, así como una ruta estacional, que conecta 21 muelles de ferry en El Bronx, Brooklyn, Manhattan y Queens. Su flota la componen 31 embarcaciones, que prestan servicio de media hora a una hora en cada una de las rutas. A mayo de 2019, se planean dos rutas adicionales y cinco nuevos muelles; la expansión ampliaría el sistema a Staten Island, el único distrito de Nueva York que sin NYC Ferry.
Antes de NYC Ferry, había muchos transbordadores que atravesaban el East River y el río Hudson, aunque en los años 1960, casi todos los servicios de ferry en toda la ciudad se habían interrumpido debido a la popularidad del tránsito por carretera y ferrocarril a través de los ríos. Los transbordadores en Nueva York vieron un renacimiento en las décadas de 1980 y 1990. Como resultado de dos estudios en 2011 y 2013 que mostraron los efectos de estos transbordadores recientes, la ciudad propuso oficialmente su propio servicio de transbordador en 2013, separado de los sistemas de transbordadores existentes de Nueva York, como NY Waterway, New York Water Taxi y el Ferry de Staten Island.
NYC Ferry fue anunciado oficialmente por la administración del alcalde Bill de Blasio en 2015, bajo el nombre provisional de Citywide Ferry Service. Estaba previsto que se lanzara en dos fases. La primera fase se lanzó el 1 de mayo de 2017, con servicio a lo largo del East River y Rockaways. Las rutas a Bay Ridge y Astoria comenzaron respectivamente en junio y agosto de ese año. Una segunda fase, en agosto de 2018, se lanzó al Lower East Side y Soundview. Se propone el lanzamiento de ferries a St. George, Staten Island y Coney Island en 2021. Los viajes de un solo viaje en el sistema cuestan 2,75 dólares, con tarifas mensuales y en bicicleta también disponibles, pero no hay transferencia gratuita a otros modos de transporte en la ciudad. NYC Ferry también ofrece autobuses de enlace gratuitos que conectan con las paradas de ferry en Rockaways y Midtown Manhattan.
Se esperaba que el servicio de ferry transportara unos 4,5 millones de pasajeros al año. El número de pasajeros más alto de lo esperado en el verano de 2017 llevó a encargar nuevos buques y a ampliar la capacidad de los existentes. En la primavera de 2018, los cálculos anuales de pasajeros se revisaron a 9 millones, el doble de la proyección original, y se anunció una mayor expansión de la flota. A pesar de su abarrotamiento, el ferry ha recibido generalmente críticas positivas de los pasajeros. Sin embargo, ha habido críticas sobre la naturaleza altamente subsidiada del servicio y el bajo número de pasajeros de NYC Ferry en comparación con los otros modos de transporte público de la ciudad.

## Antecedentes

### Primeros ferries
Hasta el siglo XIX, cuando se establecieron los primeros cruces fijos a través de las vías fluviales de la ciudad, había muchos transbordadores atravesando la zona. Los primeros transbordadores de Nueva York datan de cuando la ciudad era una colonia holandesa llamada Nueva Ámsterdam, que comprende el actual Lower Manhattan. Un ferry que cruza el East River, entre Nueva Ámsterdam y la actual Brooklyn, fue creado en 1642 por Cornelius Dircksen, quien, según se informa, fue "el primer barquero de quien hablan los registros". En 1654, el gobierno de Nueva Ámsterdam aprobó ordenanzas para regular los transbordadores del East River. El primer ferry a Nueva Jersey se fundó en 1661 y cruzaba el río Hudson desde Manhattan hasta Communipaw (ahora parte de Jersey City). Los ferries a lo largo del río Harlem, entre la zona alta de Manhattan y El Bronx, comenzaron en 1667, y un ferry a Staten Island se inició en 1712. : 38  El número de transbordadores aumentaría y para 1904 habría 147 servicios de transbordadores operando en las aguas de Nueva York.
Uno de los primeros barcos " de equipo" a caballo documentados en servicio comercial en los Estados Unidos fue Fulton Ferry Company, un ferry del East River que Robert Fulton implementó en 1814. La South Ferry Company, fundada en 1836, se fusionó con la Fulton Ferry Company tres años más tarde, y las empresas combinadas se sometieron a una serie de adquisiciones, hasta llegar a ser propietarias de muchos de los ferries del East River. Sin embargo, en 1918, la construcción de puentes y túneles del metro de Nueva York a través del East River dio como resultado que algunas compañías, como New York y East River Ferry Company entre Yorkville y Astoria, operaran con pérdidas. Incluso con la propiedad de la ciudad, muchos de los transbordadores del East River fueron reemplazados por puentes, túneles de carreteras y túneles del metro a mediados del siglo XX. El ferry Yorkville-Astoria, por ejemplo, se detuvo en 1936 después de ser reemplazado por el puente Triborough.
En el otro lado de Manhattan, había una miríada de transbordadores del río Hudson en un punto, con rutas en barco que iban desde Nueva Jersey hasta veinte muelles de pasajeros en Manhattan. Sin embargo, la construcción del túnel Holland, el túnel Lincoln, la Autoridad Portuaria Trans-Hudson y el puente George Washington entre Manhattan y Nueva Jersey, así como el crecimiento de la propiedad de automóviles en los Estados Unidos, significó que estos transbordadores ya no eran necesarios para el mediados del siglo XX. Como resultado, en 1967, el último ferry que cruza el Hudson (entre Hoboken y Battery Park City) dejó de operar.
La Richmond Turnpike Company inició un servicio de barco de vapor desde Manhattan a Staten Island en 1817. Cornelius Vanderbilt compró la empresa en 1838 y se vendió a Staten Island Railroad Company en 1864. El ferry de Staten Island se vendió al ferrocarril de Baltimore y Ohio en 1884, y Nueva York asumió el control del ferry en 1905. : 172  El ferry, que todavía funciona, fue en un momento el único ferry de cercanías en toda la ciudad, después de la interrupción del ferry de Hoboken en 1967.
A pesar de la interrupción del servicio de ferry a Nueva Jersey, la gente se mudó a lugares a lo largo de la costa del río Hudson allí. En 1986, asentamientos ribereños como Bayonne, Highlands, Keyport, Port Liberte y Weehawken vieron un restablecimiento de su servicio de ferry a Manhattan, bajo la operación de NY Waterway. Para 1989, alrededor de 3000 de los 10 500 residentes combinados de los asentamientos pagaron una tarifa de 5 dólares en cada dirección para abordar los transbordadores NY Waterway, a pesar de la competencia de alternativas más baratas como el sistema de trenes PATH. En esta época había planes para crear rutas de ferry entre Inwood y Atlantic City; South Amboy y Wall Street; y desde la ciudad propiamente dicha hasta Nueva Jersey, Connecticut y Westchester.

### Renacimiento de los transbordadores
A principios de 2011, la Corporación de Desarrollo Económico de la Ciudad de Nueva York (NYCEDC) y la iniciativa de viajes por agua de NYC & Company NYHarborWay, trabajaron con el Departamento de Transporte de la Ciudad de Nueva York (NYCDOT) para publicar un Estudio Integral de Ferry en toda la ciudad, en el que examinó 40 ubicaciones potenciales para un sistema de ferry en Nueva York. : 1  El estudio se encargó para examinar las alternativas de transporte para los vecindarios a lo largo de las costas de Nueva York. : 1, 23–47  También discutió el East River Ferry, que estaba programado para entrar en servicio más tarde ese año. : 1, 103–111, 130–133, 165  El estudio identificó posibles rutas de ferry al oeste de Manhattan y Riverdale; el este de Manhattan, el sur del Bronx y Co-op City; las costas del norte de Brooklyn y Queens; la costa sur de Staten Island; y el suroeste de Brooklyn, el sur de Brooklyn y Rockaways. : 9–14 

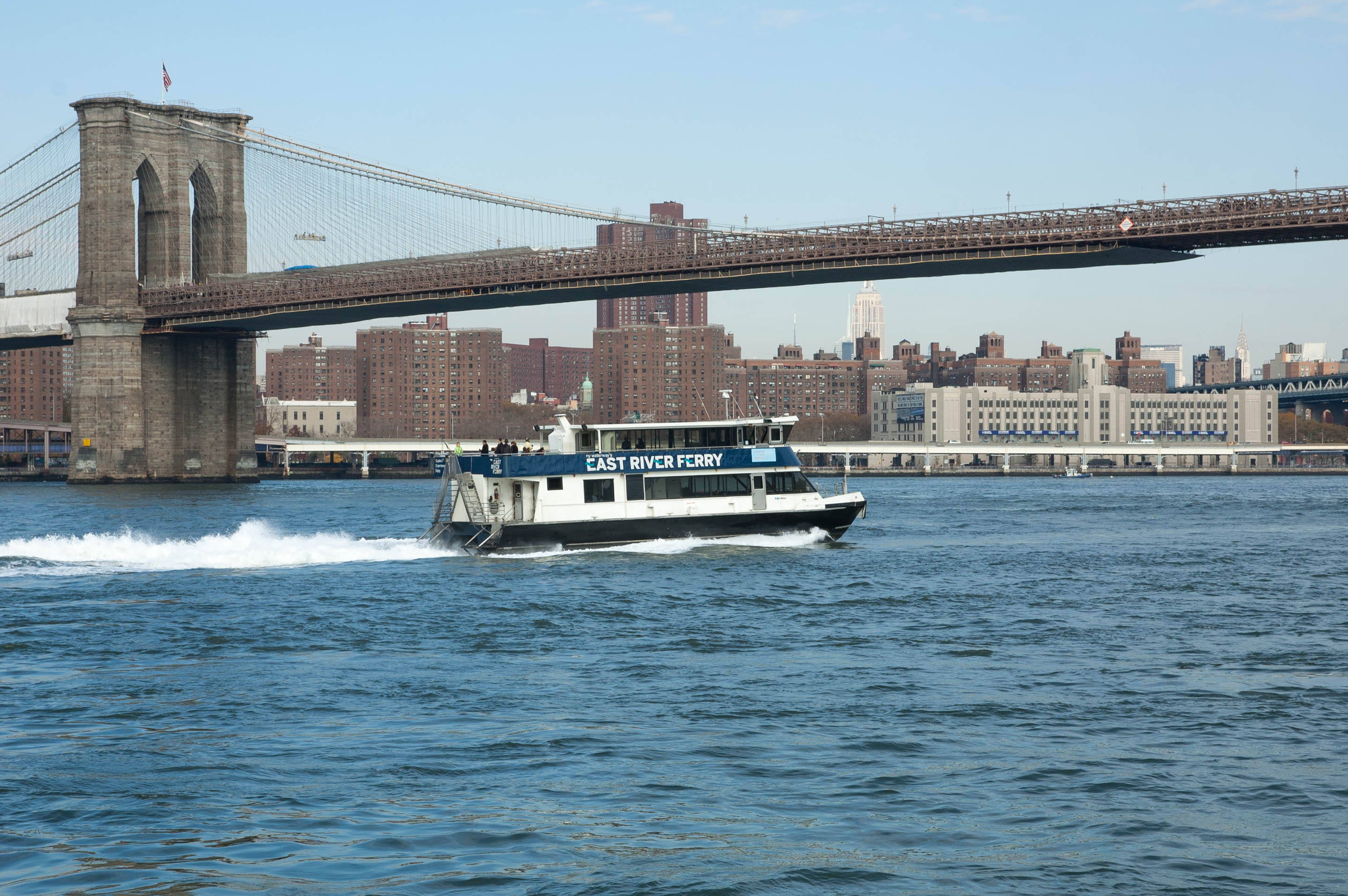
La línea del East River de NYC Ferry en su antigua librea NY Waterway

En junio de 2011, la línea East River Ferry operada por NY Waterway comenzó a operar. La ruta era un servicio de East River de 7 paradas que se ejecuta en un bucle entre calle 34 Este y Hunters Point, haciendo dos paradas intermedias en Brooklyn y tres en Queens. El boleto del ferry, una alternativa al metro de Nueva York, cuesta 4 por trayecto. Fue instantáneamente popular, con dos a seis veces la cantidad de pasajeros que la ciudad predijo que viajarían en transbordadores. De junio a noviembre de 2011, el ferry transportaba 2862 pasajeros en un día de semana promedio, en contraposición a una proyección de 1488 pasajeros, y tenía 4500 pasajeros en un fin de semana promedio, seis veces el número de pasajeros proyectado de la ciudad; en total, el ferry tuvo 350 000 pasajeros en ese período, más del 250 % del pronóstico inicial de pasajeros de 134 000 pasajeros.
A raíz del huracán Sandy el 29 de octubre de 2012, daños masivos en la infraestructura de la línea IND Rockaway (tren A) al sur de la estación Howard Beach – JFK Airport cortó todas las conexiones directas de metro entre Rockaways, Broad Channel y Queens continental durante siete meses. El operador de ferry SeaStreak comenzó a operar un servicio de ferry subsidiado por la ciudad entre un embarcadero de ferry improvisado en Beach 108th Street y Beach Channel Drive en Rockaway Park, Queens, y Pier 11/Wall Street, y luego continuó hasta East 34th Street Ferry Landing. Se agregó una parada en la Brooklyn Army Terminal en agosto de 2013 debido a la reconstrucción del Túnel de la Calle Montague, que suspendió temporalmente el servicio del tren R a través del túnel. El ferry demostró ser popular y su licencia se extendió varias veces, ya que los funcionarios de la ciudad evaluaron el número de pasajeros para determinar si establecer el servicio de forma permanente. Entre su inicio y diciembre de 2013, el servicio había transportado a unos 200 000 pasajeros.
El estudio NYCEDC se actualizó en 2013, tras la puesta en sefvicio del ferry SeaStreak Rockaway. El estudio, llamado "CFS2013", mostró el efecto de los servicios de ferry en Nueva York, citando el éxito del ferry de East River. Específicamente, el servicio de ferry elevó el valor de los bienes raíces dentro de 1,6 km de desembarques de transbordadores en una media del 1,2 %; estimuló una nueva construcción cerca de las paradas de ferry; agregó más opciones de transporte a vecindarios con pocas alternativas de tránsito; y ayudó a aliviar el hacinamiento en otras partes de la red de transporte de Nueva York. : 15–21  El estudio también sugirió rutas adicionales que podrían agregarse al sistema de transbordadores, con rutas propuestas que servirían para nuevos desarrollos en los cinco condados. : 22–30  La idea específica de un ferry para toda la ciudad también se propuso por primera vez en el estudio. : 31–69 
Cuando el gobierno de la ciudad anunció su presupuesto a fines de junio de 2014 para el próximo año fiscal que comienza el 1 de julio, el ferry solo recibió una partida adicional de 2 millones de dólares, suficiente para extenderlo temporalmente nuevamente hasta octubre. La administración del alcalde Bill de Blasio afirmó que no había suficientes pasajeros para justificar el costo de operación. A pesar de los esfuerzos de último minuto de los defensores del transporte local, los líderes cívicos y los funcionarios electos, el servicio de ferry terminó el 31 de octubre de 2014. Prometieron continuar los esfuerzos para restaurar el servicio. Esto dio lugar a muchas negociaciones entre la oficina del alcalde y las partes interesadas en reabrir el ferry. La oficina del alcalde finalmente acordó reiniciar el ferry Rockaway cuando se abrió el sistema NYC Ferry. 

## Propuesta
NYC Ferry, propuesto por primera vez por NYCEDC como el "Servicio de ferry para toda la ciudad", fue anunciado por la administración de Blasio en 2015 como parte de un sistema de ferry propuesto para toda la ciudad que llegaría a través de los cinco condados, aunque no se había finalizado una terminal de Staten Island. El NYCEDC prometió el proyecto, junto con la propuesta del conector Brooklyn-Queens, como una forma de reinventar el sistema de tránsito de la ciudad. Las rutas iban a ir a Astoria, Bay Ridge, Rockaways, Lower East Side, Soundview, South Brooklyn y Brooklyn Navy Yard. La ruta del East River de NY Waterway debía transferirse al sistema de transbordadores de NYC como parte del plan. Se estaba buscando financiamiento para una ruta a Coney Island y Stapleton, pero no se incluyó en el cronograma de implementación de NYC Ferry.

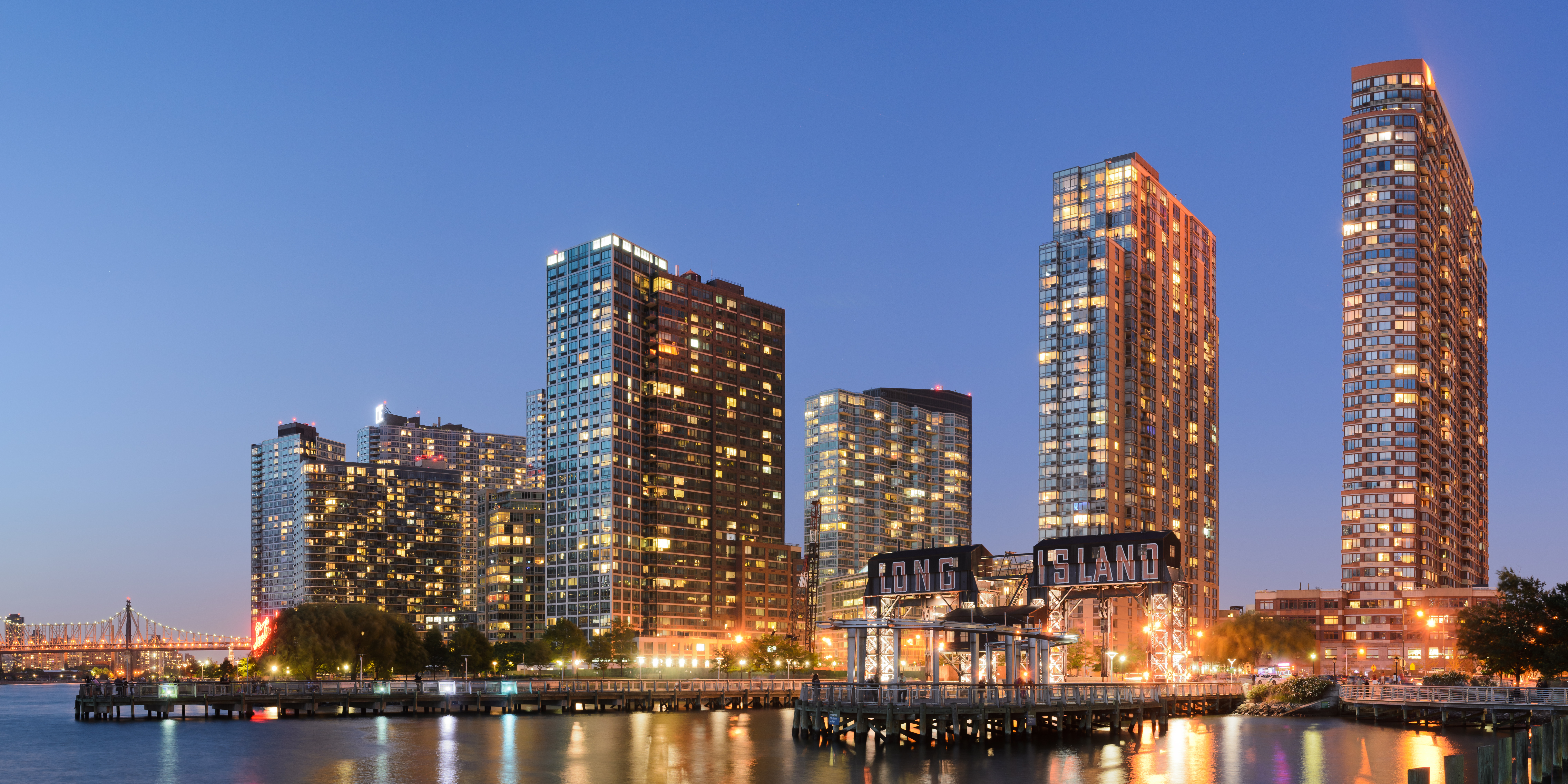
El futuro sitio de un ferry de Nueva York que aterriza en Gantry Plaza en Long Island City

La tarifa para un viaje se fijó en 2,75 dólares, lo mismo que en otros modos de transporte en Nueva York. Las transferencias gratuitas se ofrecerían solo a otras líneas de transbordadores de Nueva York, lo que significa que los pasajeros pagarían otra tarifa si se transfirieran a uno de los otros sistemas de transporte público de la ciudad. Las transferencias a otras líneas se emitirán a pedido. Antes de la puesta en servicio del NYC Ferry, otras líneas de ferry en la ciudad tenían tarifas entre semana y fines de semana de 4 y 6 dólares, respectivamente. La tarifa relativamente baja de NYC Ferry se realizó en contraste con algunas otras ciudades importantes como San Francisco y Sídney, donde las tarifas del ferry son más altas que las tarifas de otros modos de transporte público en estas ciudades. La ciudad dijo que las tarifas bajas de los transbordadores tenían la intención de hacer que los transbordadores fueran asequibles, mientras que De Blasio afirmó que está destinado a promover la "equidad en el tránsito". Suponiendo que el sistema de transbordadores cumpliera con la proyección de 4.5 millones de pasajeros anuales, la ciudad pagaría un subsidio de 6,60 dólares por pasajero, lo que convertiría al ferry en la tercera forma de transporte más subsidiada de la ciudad.
NYC Ferry tenía un costo de 325 millones de dólares y la ciudad contribuiría con un subsidio operativo adicional de 10 a 20 millones de dólares por año. Los transbordadores de operación privada se ofrecieron bajo un contrato de 6 años a Hornblower Cruises, que recibiría al menos 30 millones de dólares anuales durante el transcurso del contrato. Después de haber aceptado el contrato, Hornblower Cruises fue seleccionado como operador del ferry el 16 de marzo de 2016.
Originalmente, se suponía que algunas de las seis rutas propuestas del ferry estarían operativas en junio de 2017, pero la fecha de puesta en servicio se trasladó posteriormente al 1 de mayo. Según el plan de 2015, se esperaba que todo el sistema entre en servicio completo para 2018. El sistema incluye rutas que antes estaban bajo NY Waterway, sobre todo la ruta del East River. Se necesitarían al menos 18 barcos para la operación en hora punta. Doce barcos se desplegarían en 2017, mientras que los otros seis se pondrían en servicio el próximo año. El número de barcos se revisó luego ligeramente a 20, incluidos tres barcos que se actualizarían más tarde.
Se suponía que la creación del sistema de transbordadores aliviaría parte de la carga del sistema de transporte de la ciudad, que es en gran parte "la huella de un mapa de tránsito de principios del siglo XIX" según la vicealcaldesa Alicia Glen, y no puede acomodar a la población rápida de la ciudad. crecimiento. Como resultado del deseo proyectado por los transbordadores, se espera que el número de pasajeros anuales alcance en algún momento unos 4,5 millones de dólares. A pesar de que esto ascendió a sólo unos 12 500 pasajeros diarios (en comparación con los 5 millones de pasajeros del metro de Nueva York cada día de la semana), un miembro del Manhattan Institute dijo que "todas las personas con las que no estás metiéndote en los trenes ayudan". El vicealcalde de vivienda y desarrollo económico de Nueva York declaró: "Nuestro objetivo es hacer que esto sea lo más grande posible". 

## Construcción y apertura

### Planificación
En marzo y abril de 2015, la ciudad inició el proceso de revisión ambiental para Citywide Ferry. : 2  La ciudad solicitó el borrador de la Declaración de Impacto Ambiental (DIA) el 12 de agosto de 2015, que se completó el 18 de abril de 2016. Luego de comentarios públicos, la EIS final fue aprobada el 28 de julio de 2016. : 2  El proyecto también contó con una Revisión de la calidad ambiental de la ciudad, que analizó los efectos del ferry en los espacios abiertos, el diseño urbano, los recursos naturales, el transporte cercano, la contaminación acústica, la calidad del aire, el medio ambiente y la salud pública. : 2 

### Construcción
De enero a junio de 2016, la ciudad compró 4 barcos para el servicio de ferry propuesto por un total combinado de 6 millones de dólares, con planes para un total de 30 barcos en los próximos años. Hornblower Cruises solicitó 13 barcos para las primeras rutas, cada uno con un costo de 4 millones de dólares cada uno. El costo total combinado de los barcos es de más de 70 millones. Además, la ciudad estaba construyendo 13 embarcaderos de transbordadores a un costo de 85 millones, así como un depósito de botes. Uno de estos muelles, en Astoria, se construyó de forma privada como parte del desarrollo de Astoria Cove. En septiembre de 2016, comenzó la construcción de 19 transbordadores en dos astilleros en Bayou La Batre (Alabama) y Jeanerette (Luisiana) con 200 empleados a tiempo completo trabajando en los barcos. El contrato con los dos astilleros es inusual porque los contratos de construcción naval suelen ser con una sola empresa. Sin embargo, los ejecutivos de NYC Ferry habían elegido deliberadamente a estas dos compañías debido a su experiencia y debido a la improbabilidad de que ambos astilleros fueran destruidos por huracanes. 
La puesta en funcionamiento del ferry requirió el permiso de varias entidades. Antes de que el ferry pudiera iniciar el servicio, se requirió que NYCDOT aprobara un nuevo modo de transporte dentro de su área de servicio. Además, se suponía que el Departamento de Conservación Ambiental del Estado de Nueva York y el Cuerpo de Ingenieros del Ejército de los Estados Unidos (CoE) otorgarían permiso a NYC Ferry para usar los desembarcos, y la Guardia Costera de Estados Unidos notificó la aprobación de un permiso por parte del CoE, así como el monitoreo y el diseño de embarcaciones. Además, la Oficina de Parques, Recreación y Preservación Histórica del Estado de Nueva York tuvo que permitir que los transbordadores usaran el embarcadero en el Parque Estatal Gantry Plaza, y se consultó a la Corporación Operativa de Roosevelt Island para que pudieran dar permiso para que se construyera el embarcadero de Roosevelt Island.. Para septiembre de 2016, se había aprobado el aterrizaje de Gantry Plaza.
En diciembre de 2016, Hornblower compró los derechos para operar la ruta del East River por 21 millones de dólares. La ruta había sido operada por Billybey Ferries, que tenía un contrato para operar la línea bajo la bandera de NY Waterway. Como parte de la venta, Hornblower pagó 6 millones por cuatro barcos más antiguos que ya estaban en uso en el ferry de East River. 
La primera embarcación nueva completa salió de las instalaciones de Bayou La Batre alrededor del 24 de marzo de 2017, y llegó a Nueva York el 2 de abril de 2017 El 6 de abril, el alcalde de Blasio anunció que el servicio había cambiado de nombre de Citywide Ferry a NYC Ferry, y que el inicio del servicio se había adelantado un mes respecto al horario original, con las rutas de East River, South Brooklyn y Rockaway hacia comenzar el 1 de mayo, un mes antes de lo programado. Bajo el nuevo horario, la ruta South Brooklyn comenzó el 1 de junio y la ruta Astoria comenzó el 29 de agosto, mientras que las rutas Lower East Side y Soundview aún deben comenzar en 2018. 

### Apertura y alta cantidad de pasajeros

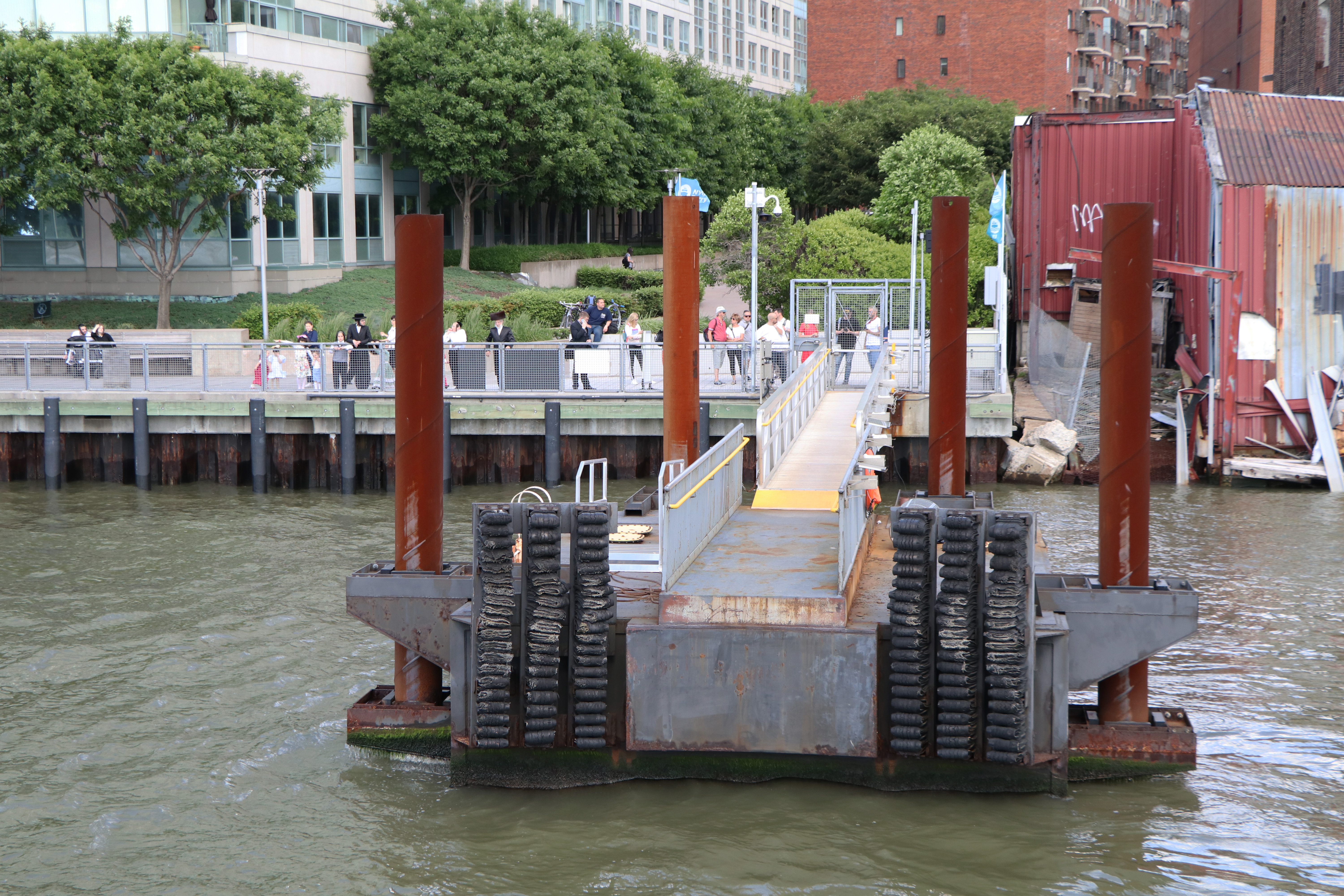
Pasarela articulada en el rellano de South Williamsburg

Las dos primeras rutas se abrieron el 1 de mayo de 2017. En su primer día de servicio, NYC Ferry vio a más de 6400 pasajeros; de estos, 1828 viajaron en el ferry Rockaway mientras que el resto en el East River Ferry. En su primera semana, el ferry transportó a 49 000 pasajeros, de los cuales 38 000 utilizaron el East River Ferry mientras que los 11 000 restantes utilizaron la ruta Rockaway. Aunque el servicio tuvo una puntualidad del 95 % durante la primera semana, NYC Ferry contrató un barco desde NY Waterway debido a retrasos en algunas rutas. NYC Ferry también continuó utilizando temporalmente algunos de los barcos más antiguos de East River Ferry en esa ruta. El ferry se hizo tan popular que durante el fin de semana del Día de los Caídos en mayo de 2017, las rutas recibieron 26 000 pasajeros durante dos días, incluidos 9600 pasajeros en el East River Ferry durante cada día. Descrito por The New York Times como "la prueba más grande del servicio hasta ahora", el fin de semana del Día de los Caídos de 2017 vio informes de esperas de una hora para ferries abarrotados.
En junio, NYC Ferry tuvo que fletar dos barcos chárter de 400 pasajeros para la ruta East Ferry para aliviar la aglomeración en las rutas que sirven a Governors Island mientras que los barcos llenos se saltaron las paradas a lo largo de estas rutas. Para el 22 de junio, el ferry había transportado a 500 000 pasajeros, un hito que los funcionarios no esperaban alcanzar durante varios meses. Debido a la demanda inesperada, el hacinamiento empeoró a medida que avanzaba el verano de 2017, y los barcos llenos de capacidad y las largas esperas se volvieron más comunes. En julio de 2017, había un estimado de 83 500 pasajeros en la ruta del sur de Brooklyn en un mes, excediendo la estimación original de pasajeros en más de 30 000. El ferry de East River recibió alrededor de 7200 pasajeros por día de semana promedio desde que NYC Ferry tomó el control, frente a los 3257 pasajeros promedio de día de semana en 2013. Ese mes, también se revisaron tres nuevos barcos que se estaban construyendo para acomodar a más pasajeros. También se tomó prestado un barco de 500 pasajeros de SeaStreak para la ruta Rockaway. Para el 26 de julio de 2017, NYC Ferry había transportado a 1 millón de pasajeros.
En agosto de 2017, NYC Ferry presentó planes para construir cuatro muelles de ferry: uno en Soundview, uno en Yorkville, uno cerca de Stuyvesant Cove y otro en el Lower East Side. : 4–5  También buscó agregar dos muelles más a su puerto base en Brooklyn Navy Yard. : 5  La ruta de Soundview se revisó para que se detuviera en East 34th Street en lugar de la calle 62 Este, que ya no se construiría. Ese mes, los políticos de Brooklyn pidieron que se construyeran muelles en Coney Island y Canarsie, debido a la popularidad del nuevo sistema. Se proyectaba que la ruta Astoria transportaría 1800 pasajeros diarios al momento de la apertura, momento en el que el servicio había visto a 1,4 millones de pasajeros. Debido a una demanda aún mayor de pasajeros, se ordenaron tres transbordadores adicionales en septiembre de 2017, momento en el cual más de 2 millones de personas habían viajado en el ferry. Para noviembre de 2017, había habido un total de 2,5 millones de viajes en NYC Ferry, en comparación con los 1,8 millones que se habían proyectado para ese momento, y dos de las cuatro rutas ya habían superado los hitos de pasajeros que la ciudad no había anticipado que se alcanzarían. hasta 2019. En ese momento, la ciudad había gastado 16,5 millones de dólares para subsidiar el ferry. The New York Post informó en noviembre de 2017 que cinco de los nuevos transbordadores ya habían sido puestos fuera de servicio debido a fugas. Según el Post, los barcos se retiraron de servicio a partir de octubre después de que los inspectores de la Guardia Costera observaran una corrosión severa en los cascos. Hornblower confirmó posteriormente el informe, diciendo que la causa de la corrosión fue enfriadores de quilla desalineados, y que tres buques habían sido retirados del servicio en octubre para su reparación, seguidos de tres más en noviembre.
La construcción de los cuatro muelles restantes de NYC Ferry en Manhattan y El Bronx comenzó el 28 de febrero de 2018, en preparación para el inicio del servicio de Lower East Side y Soundview ese verano. En mayo de 2018, el primer aniversario de la apertura del sistema de ferry, de Blasio anunció que NYC Ferry había recibido 300 millones de dólares adicionales para comprar barcos adicionales, aumentar la capacidad de la flota y expandir el servicio. No se especificó el número de barcos nuevos, pero se esperaba que hubiera una combinación de barcos estándar de 150 pasajeros y barcos grandes de 350 pasajeros. Como medida provisional, Hornblower alquilaría hasta ocho barcos de 500 pasajeros para uso temporal en NYC Ferry. En este punto, la ciudad planeó que el servicio recibiría 9 millones de pasajeros por año, el doble de la estimación anual original de 4,5 millones de pasajeros. Sin embargo, los críticos afirmaron que los sistemas de metro y autobús de la MTA transportaban un total de 7 millones de pasajeros por día, y que un subsidio tan grande para NYC Ferry era desproporcionado para la cantidad de personas que viajaban en el ferry. Según The Village Voice, NYC Ferry tenía como objetivo transportar 24 500 pasajeros diarios para 2023, una cifra menor que el número de pasajeros diarios de 2017 de 14 rutas de autobuses locales. NYC Ferry tuvo un promedio de 10 000 pasajeros diarios en 2017, mientras que el sistema de autobús y metro transportó respectivamente 2 millones y 5 millones de pasajeros diarios en promedio.
En agosto de 2018, se anunció que el servicio en las rutas Soundview y Lower East Side de NYC Ferry comenzaría ese mes. La ruta a Soundview se abrió el 15 de agosto de 2018, seguida por la ruta del Lower East Side el 29 de agosto New York City Transit extendió viajes selectos en autobús Bx27 a Clason Point Park para servir la ruta Soundview en el verano de 2018.

### Expansión adicional
Tras la apertura de la ruta del Lower East Side en agosto de 2018, de Blasio declaró que planeaba que el sistema se expandiera aún más. En enero de 2019, de Blasio anunció nuevas expansiones del sistema de transbordadores de Nueva York que se llevarán a cabo en 2021. Habría dos nuevas rutas a Staten Island y Coney Island, así como extensiones de dos rutas adicionales. La ruta de Staten Island viajaría entre el West Side de Manhattan y la terminal St. George en St. George (Staten Island) y originalmente estaba programada para abrir en 2020, pero se retrasó hasta 2021. La ruta de Coney Island viajaría entre Pier 11 Wall Street y Coney Island, y comenzaría a operar en 2021. La ruta Astoria haría una parada adicional en Brooklyn Navy Yard, mientras que la ruta Soundview se extendería desde Soundview este hasta Throggs Neck. La ruta del sur de Brooklyn terminaría en la Terminal del Ejército de Brooklyn, y el muelle de ferry existente de Bay Ridge sería servido por la ruta de Coney Island. La parada de Brooklyn Navy Yard abrió el 20 de mayo de 2019. El mismo mes, NYC Ferry lanzó un nuevo servicio de transporte solo de fin de semana desde Pier 11/Wall Street a Governors Island, reemplazando el servicio de East River y South Brooklyn a la isla.
La expansión del servicio requirió que la ciudad aumentara su subsidio por pasajero a 8 dólares. En marzo de 2019, la Citizens Budget Commission (CBC), una organización sin fines de lucro, descubrió que NYC Ferry era una de las formas de transporte más subsidiadas en Nueva York, a pesar de tener pocos pasajeros. La CBC descubrió que la ciudad pagaba 10,73 dólares por persona por viaje, y una vez que la ruta de Coney Island comenzara a operar, el subsidio a NYC Ferry aumentaría a 25 dólares por persona por viaje. El subsidio por viaje fue tan alto porque NYC Ferry tenía solo 4,1 millones de pasajeros en 2018, menos que el patrocinio total del metro en un día de semana promedio. Además, el número de pasajeros de NYC Ferry tendió a disminuir en dos tercios entre agosto y enero de cada año. En enero de 2020, NYCEDC anunció tres cambios menores al plan de expansión. La terminal de Staten Island del ferry de St. George sería Empire Outlets en lugar de St. George Terminal; la ruta del sur de Brooklyn se truncaría a una nueva parada en Industry City; y el ferry de Coney Island iría directamente entre Bay Ridge y Wall Street sin una parada en la Brooklyn Army Terminal.
Con la pandemia de COVID-19 en Nueva York en marzo de 2020, el horario regular de primavera de 2020 se canceló y se mantuvo en el horario de invierno de 2020 con servicio reducido durante los mediodía y los fines de semana. El 15 de mayo de 2020, se anunció que el servicio se redujo aún más, todo el servicio de ferry finalizó a las 9 p. m., con la interrupción de la ruta del Lower East Side, la adición de la parada Stuyvesant Cove a la línea Soundview y la modificación de la Ruta del sur de Brooklyn para ir desde Atlantic Avenue hasta Wall Street, Dumbo, y hasta su nueva última parada en Corlears Hook. Este cambio de servicio comenzó el 18 de mayo de 2020. El ferry a Staten Island no se implementaría hasta 2021, junto con las expansiones de Coney Island y Throggs Neck. El 27 de junio de 2020, se implementó el horario de verano, aumentando la frecuencia de todas las rutas en respuesta al alto número de pasajeros de verano, excepto la ruta de Governors Island, que permaneció suspendida indefinidamente hasta el 18 de julio cuando se creó un nuevo horario de verano. Poco después, de Blasio presupuestó $ 62 millones para ocho nuevas embarcaciones, a pesar de los recortes presupuestarios en toda la ciudad causados por la pandemia.
El 22 de agosto de 2020, la ruta Astoria se extendió hasta la calle 90 y la ruta Rockaway recibió una modificación de horario. El 2 de noviembre de 2020, la ruta del East River se extendió hacia el norte hasta Hunters Point South, y la anterior terminal norte, East 34th Street, se convirtió en la penúltima parada. En abril de 2021, el embarcadero del ferry Dumbo se cerró durante ocho a diez semanas para poder reubicarlo en Fulton Ferry, y el embarcadero de South Williamsburg se cerró durante el mismo tiempo para la expansión. El embarcadero de Greenpoint se cerró temporalmente en octubre de 2020 porque el muelle se había vendido y se cerró nuevamente en mayo de 2021 debido a un problema mecánico.

## Rutas
A 2020, hay cinco rutas y una ruta de temporada que conforman el sistema de transbordadores de NYC. Hubo una introducción gradual de estas rutas. La Fase 1 cubrió las rutas implementadas en 2017 y brindó un nuevo servicio a Rockaways, Bay Ridge, Sunset Park, Roosevelt Island y Astoria, además de las áreas ya servidas por el East River Ferry. La Fase 2 cubrió las rutas implementadas en 2018 y brindó un nuevo servicio a Soundview, Yorkville, Kips Bay y el Lower East Side. . En 2019, se eliminó la extensión de fin de semana de verano de las líneas East River y South Brooklyn a Governor's Island y se reemplazó por una nueva ruta de transporte de Governors Island. La ruta de Governor's Island es estacional y solo opera durante los fines de semana de verano, y se lanzó en el verano de 2019. Se espera que dos rutas adicionales, a Coney Island, Brooklyn, y a St. George, Staten Island, comiencen a operar en 2021. En Manhattan hay dos terminales: Pier 11/Wall Street y East 34th Street.: 5 
El 18 de mayo de 2020, en respuesta a la pandemia de COVID-19 en curso en Nueva York, se suspendió la ruta del Lower East Side, se extendió el sur de Brooklyn para terminar en Corlears Hook y se agregó Stuyvesant Cove como una parada en Soundview. ruta entre las paradas de 34th Street y Wall Street.
Estas rutas se han descontinuado.
Además del servicio de ferry, NYC Ferry también opera 3 autobuses lanzadera para conectar a los pasajeros con los aterrizajes de ferry.

### Ferry de Astoria
Los transbordadores de Astoria funcionan en ambas direcciones con servicio durante todo el año que sale cada 25 minutos durante las horas pico, cada 50 minutos durante los días de semana al mediodía y por la noche, y cada 1 hora y 40 minutos durante los fines de semana.
La ruta comenzó a detenerse en Brooklyn Navy Yard/Pier 72 en mayo de 2019 y se extendió para terminar en East 90th St el 22 de agosto de 2020.

### Ferry del East River

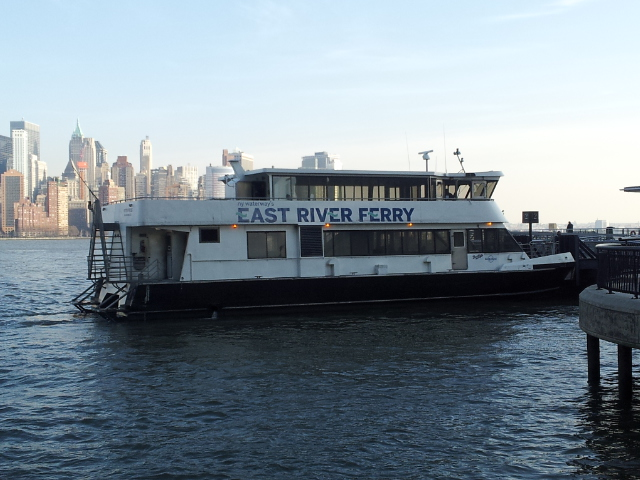
El East River Ferry en su antigua librea NY Waterway

Los ferries de East River operan en ambas direcciones con servicio durante todo el año, cada 20 minutos durante las horas pico, cada 40 minutos durante el mediodía y la noche, y cada 1 hora los fines de semana.

### Ferry de Rockaway
La ruta del ferry Rockaway funciona en ambas direcciones con servicio durante todo el año. El servicio opera cada 60 minutos durante los días de semana y cada 1 hora y 30 minutos durante los fines de semana.
En mayo de 2018, se implementó un servicio especial de Rockaway Express, que funcionaba expresamente entre Wall St/Pier 11 y Rockaway, omitiendo Sunset Park. Sin embargo, este servicio no regresó para la temporada de verano de 2019.

### Ferry del sur de Brooklyn
Los ferries del sur de Brooklyn operan en ambas direcciones con un servicio durante todo el año que sale cada 30 minutos durante las horas pico, cada 60 minutos al mediodía y por la noche, y cada 1 hora y 30 minutos los fines de semana.
El 19 de mayo de 2020, esta ruta se modificó para reemplazar la ruta del Lower East Side cuando se suspendió. Se cambió la ruta al norte de Atlantic Av, donde ahora sirve a Wall St/Pier 11 antes de DUMBO, y se extendió para terminar ahora en Corlears Hook. En 2021, se interrumpirá el servicio a DUMBO, Sunset Park y Bay Ridge, aunque Bay Ridge contará con una nueva ruta de Coney Island. Sin embargo, según el nuevo mapa del sistema 2021 publicado por NYC Ferry, muestra que solo la parada de Bay Ridge se eliminará de esta línea, y no está claro si el servicio a DUMBO y Sunset Park, así como la incorporación de Industry City detener, seguirá ocurriendo.

### Ferry de Soundview
Los transbordadores Soundview funcionan en ambas direcciones. El servicio en esta ruta funciona cada 30 a 35 minutos durante las horas pico, cada 60 minutos durante el mediodía y la noche, y cada hora y 40 minutos los fines de semana.
La ruta se extenderá desde Soundview hasta Throggs Neck en 2021. El 19 de mayo de 2020, se agregó Stuyvesant Cove (originalmente una parte de la línea Lower East Side Line) entre Wall St y 34th St para reemplazar el servicio LES en esta parada.

### Ferry de Governors Island
Un servicio de transporte desde el muelle 11/Wall Street a Governors Island sale cada 30 minutos solo los fines de semana de verano.

### Ferry de San Jorge
El servicio en esta ruta comenzará en 2021. Será la primera ruta de ferry de Nueva York que no se detenga en Wall St/Pier 11.

### Coney Island Ferry
El servicio en esta ruta comenzará en 2021.

### Rutas discontinuadas

#### Ferry del Lower East Side
La ruta del Lower East Side originalmente corría en ambas direcciones, y el servicio en esta ruta funcionaba cada 25 minutos durante las horas pico, cada 60 minutos durante el mediodía y la noche, y cada hora y 30 minutos durante las horas pico. Esta ruta se suspendió permanentemente el 18 de mayo de 2020 debido a la baja cantidad de pasajeros y fue reemplazada por las líneas Astoria, Soundview y South Brooklyn.

## Tarifas e instalaciones
La tarifa para un viaje sencillo de ida es de 2.75 dólares, lo mismo que en otros modos de transporte en Nueva York, como el metro. Los ciclistas deben pagar 1 dólar adicional para abordar sus bicicletas en los transbordadores. Los pasajeros pueden trasladarse a otras rutas de ferry dentro del sistema de forma gratuita durante noventa minutos después de que el pasajero suba al primer ferry. aunque esto excluye el ferry gratuito de Staten Island, ya que no se integrará en NYC Ferry. Además, el sistema NYC Ferry no proporciona transferencia gratuita al mayor sistema de transporte público de la Autoridad de Transporte Metropolitano ni acepta MetroCards. Los boletos de ferry se pueden comprar en línea, a través de la aplicación móvil de NYC Ferry o físicamente en una taquilla o máquina expendedora de boletos. Un pase de 30 días cuesta $ 121, mientras que un pase de 30 días para ciclistas cuesta $ 141. 
Los botes de 26 m pueden transportar 150 personas cada uno, incluidas sillas de ruedas, cochecitos y bicicletas. Como incentivo adicional, los barcos tienen opciones de snacks y bebidas, incluyendo café y vino, que están disponibles para los pasajeros. También hay estaciones de carga de baterías a bordo de los barcos.

## Paradas

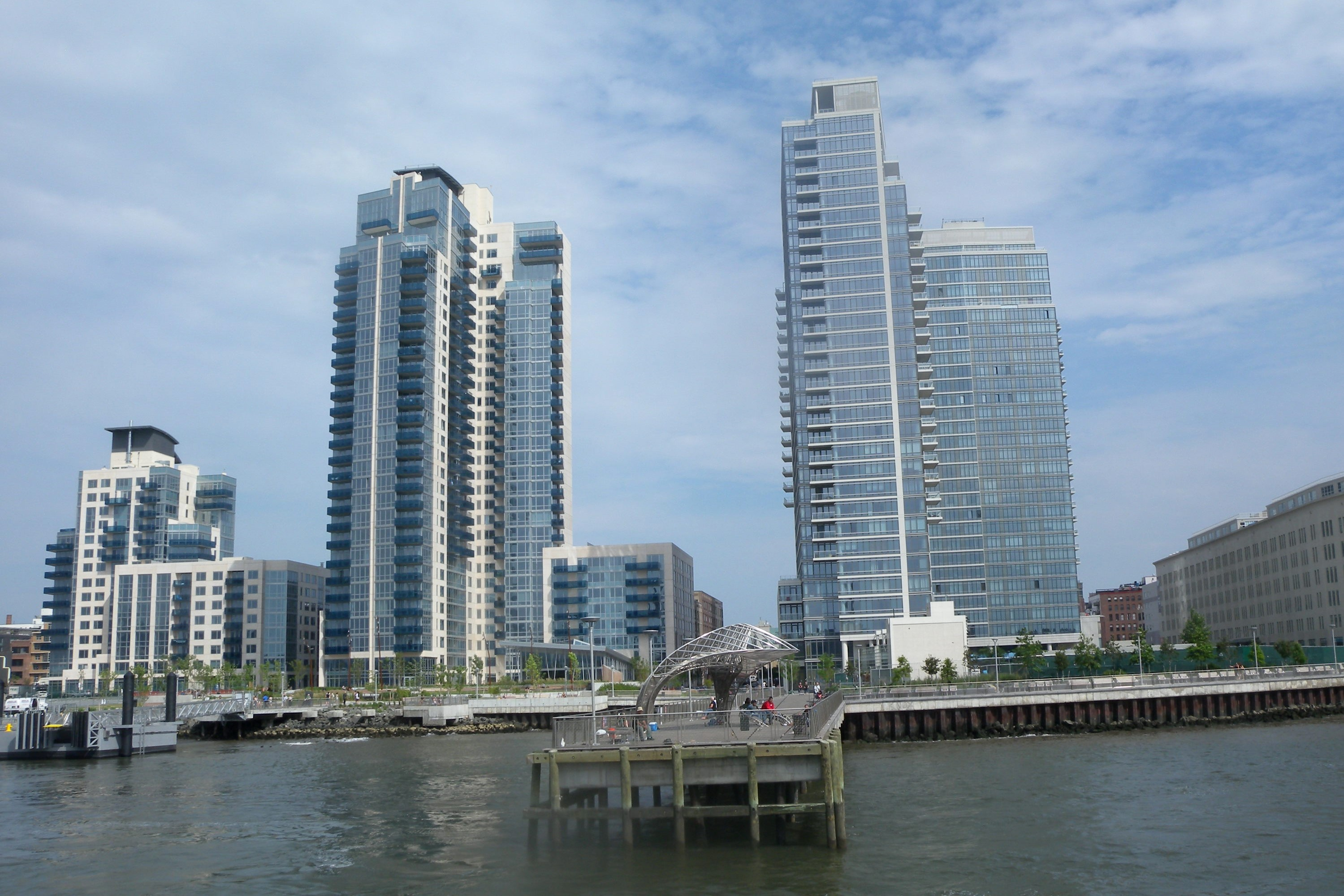
Parada de North Williamsburg

El servicio finalmente tendrá 21 aterrizajes, de los cuales diez aterrizajes nuevos, cinco mejorados y seis aterrizajes preexistentes sin actualizaciones con la adición de rutas de ferry de NYC. : 6  Los embarcaderos de East River Ferry existentes en Brooklyn Bridge Park Pier 1; Schaefer Landing, North Williamsburg, Greenpoint y Long Island City se mantuvieron sin cambios. Se realizaron mejoras en los aterrizajes en Wall Street, East 34th Street, East 92nd Street, Brooklyn Army Terminal y Brooklyn Bridge Park Pier 6. Los descansos restantes se construyeron como parte del proyecto. : 6  Se implementó una parada en Governor's Island a lo largo de una de las rutas hacia South Brooklyn. En la actualidad, el Governor's Island Ferry, el único acceso público a la isla, opera estacionalmente entre mayo y septiembre, pero se ha propuesto un servicio de ferry durante todo el año. : 6  Se decidió construir el muelle de Rockaway en Beach 108th Street, pero no se pudo construir un segundo muelle propuesto más al este que Beach 84th Street debido a las restricciones de altura causadas por el puente del metro de Rockaway Line. La construcción del primer muelle, el embarcadero de Rockaway, comenzó en enero de 2017.
Los aterrizajes mejorados, que aumentan la capacidad y el flujo de pasajeros, están ubicados en barcazas de 11 por 27 m que se conectan a tierra mediante el uso de una o dos rampas articuladas. Los aterrizajes se ajustan a la Ley de Estadounidenses con Discapacidades y contienen salas de espera cerradas con taquillas y paneles informativos. : 7  Las instalaciones de amarre se instalan en el lado de los desembarques para asegurar que los transbordadores atracan con seguridad, pero algunos también incluyen aterrizajes adicionales o muelles. : 7 

## Flota de ferry
En julio de 2016, Metal Shark Boats y Horizon Shipbuilding se adjudicaron conjuntamente contratos de construcción para los transbordadores de nueva construcción del servicio. Los buques, que fueron diseñados por Incat Crowther, miden unos 26,2 m largo, con una longitud de 8 m manga y tienen una capacidad de 149 pasajeros. Están propulsados por motores diésel Baudouin, con una velocidad de servicio de 46 km/h. En septiembre, se estaban construyendo diecinueve transbordadores para la Fase 1 del servicio. En enero de 2017, se ordenaron cinco transbordadores más a Horizon Shipbuilding, para un total de 24 embarcaciones. El primer buque de nueva construcción para NYC Ferry fue botado por Horizon Shipbuilding el 13 de febrero de 2017. Estos barcos llegaron a Nueva York el 17 de abril y fueron nombrados en una ceremonia en Brooklyn Bridge Park.
Los barcos utilizan los mismos tipos de equipo de carga en los costados de babor y estribor y en la proa que los barcos que ya operaban en el puerto de Nueva York. : 7  Hay dos tipos de botes: un tipo "buque Rockaway" de aguas abiertas para la ruta Rockaway, y otro tipo "buque fluvial" para el resto del sistema. Ambos diseños tienen una eslora y manga común, pero las embarcaciones de servicio Rockaway tienen un calado ligeramente más profundo y un francobordo más alto, así como una capacidad de combustible adicional y motores más grandes que brindan una velocidad de servicio ligeramente mayor. Todas las embarcaciones están propulsadas por motores que cumplen con las pautas de las normas de emisiones de vehículos y combustible Tier 3 de la Agencia de Protección Ambiental. : 7  Los volúmenes de los transbordadores se redujeron en junio de 2017 después de las quejas de los residentes que viven cerca de las paradas de los transbordadores.
Originalmente, tres de los veinte barcos de 149 pasajeros debían reconfigurarse en barcos de 250 pasajeros. El plan fue descartado ya que la ciudad ordenará 250 o 350 embarcaciones de pasajeros adicionales. En septiembre de 2017, NYCEDC ordenó tres nuevos barcos de 350 pasajeros para el servicio NYC Ferry para complementar los 20 barcos originales. Metal Shark construirá los nuevos barcos por unos 7 millones de dólares cada uno. En noviembre de 2017 se encargaron tres barcos más grandes Se espera que se soliciten embarcaciones grandes adicionales (250-350 pasajeros) dentro de 2019-2020. Como parte del contrato entre la ciudad y Hornblower, ambas partes tienen opciones para que la ciudad compre los barcos en el futuro. El primero de los nuevos barcos de 350 pasajeros se entregó en julio de 2018.
A principios de 2020, un total de 31 buques estaban en servicio activo. En abril, se entregaron los dos primeros barcos propulsados por motores que cumplen con los estándares de emisiones Tier 4 de la EPA, con cinco transbordadores adicionales en construcción y programados para entrar en servicio a finales de año. Para entonces, el programa de construcción se había expandido más allá de Metal Shark para incluir a otros constructores navales tanto en Luisiana como en Florida.
Antes de que se les permita pilotar un barco de NYC Ferry, los capitanes potenciales son probados usando una simulación de ferry en la Universidad Estatal de Nueva York Maritime College en Throggs Neck. A April 2017 , había planes para contratar hasta 50 capitanes para 2018. En julio de 2017, Hornblower comenzó a buscar contratar 80 marineros para atracar barcos.

### Flota activa
Las siguientes embarcaciones son propiedad de Hornblower y están operadas por esta para la operación NYC Ferry, y no incluyen embarcaciones alquiladas a otras compañías.
| Imagen | Barco (Número)                | Año       | Principales líneas                                 | Notas |
| ------ | ----------------------------- | --------- | -------------------------------------------------- | --- |
|        | Waves of Wonder (HB-101)      | 2016      | - East River - Governors Island - South Brooklyn   | - 1.ª Generación de (T Class) Standard/River Type Vessel - Puede transportar hasta 150 pasajeros - Contiene pantallas y anuncios para las paradas / destinos de la ruta - Cuenta con cubierta superior accesible desde la parte trasera del barco y asientos de plástico con mesas. |
|        | Sunset Crossing (HB-102)      | 2016      | - East River - Governors Island - South Brooklyn   | - 1.ª Generación de (T Class) Standard/River Type Vessel - Puede transportar hasta 150 pasajeros - Contiene pantallas y anuncios para las paradas / destinos de la ruta - Cuenta con cubierta superior accesible desde la parte trasera del barco y asientos de plástico con mesas. |
|        | Happy Hauler (HB-103)         | 2016      | - East River - Governors Island - South Brooklyn   | - 1.ª Generación de (T Class) Standard/River Type Vessel - Puede transportar hasta 150 pasajeros - Contiene pantallas y anuncios para las paradas / destinos de la ruta - Cuenta con cubierta superior accesible desde la parte trasera del barco y asientos de plástico con mesas. |
|        | Great Eagle (HB-104)          | 2016      | - East River - Governors Island - South Brooklyn   | - 1.ª Generación de (T Class) Standard/River Type Vessel - Puede transportar hasta 150 pasajeros - Contiene pantallas y anuncios para las paradas / destinos de la ruta - Cuenta con cubierta superior accesible desde la parte trasera del barco y asientos de plástico con mesas. |
|        | Owl's Head (HB-105)           | 2016      | - East River - Governors Island - South Brooklyn   | - 1.ª Generación de (T Class) Standard/River Type Vessel - Puede transportar hasta 150 pasajeros - Contiene pantallas y anuncios para las paradas / destinos de la ruta - Cuenta con cubierta superior accesible desde la parte trasera del barco y asientos de plástico con mesas. |
|        | Munsee (HB-106)               | 2016      | - East River - Governors Island - South Brooklyn   | - 1.ª Generación de (T Class) Standard/River Type Vessel - Puede transportar hasta 150 pasajeros - Contiene pantallas y anuncios para las paradas / destinos de la ruta - Cuenta con cubierta superior accesible desde la parte trasera del barco y asientos de plástico con mesas. |
|        | Lunchbox (H-200)              | 2016      | - East River - Governors Island - South Brooklyn   | - 1.ª Generación de (T Class) Standard/River Type Vessel - Puede transportar hasta 150 pasajeros - Contiene pantallas y anuncios para las paradas / destinos de la ruta - Cuenta con cubierta superior accesible desde la parte trasera del barco y asientos de plástico con mesas. |
|        | Urban Journey (H-201)         | 2016      | - East River - Governors Island - South Brooklyn   | - 1.ª Generación de (T Class) Standard/River Type Vessel - Puede transportar hasta 150 pasajeros - Contiene pantallas y anuncios para las paradas / destinos de la ruta - Cuenta con cubierta superior accesible desde la parte trasera del barco y asientos de plástico con mesas. |
|        | Friendship Express (H-202)    | 2016      | - East River - Governors Island - South Brooklyn   | - 1.ª Generación de (T Class) Standard/River Type Vessel - Puede transportar hasta 150 pasajeros - Contiene pantallas y anuncios para las paradas / destinos de la ruta - Cuenta con cubierta superior accesible desde la parte trasera del barco y asientos de plástico con mesas. |
|        | Connector (H-203)             | 2016–2017 | - Astoria - Lower East Side - Rockaway - Soundview | - 1.ª Generación de (T Class) Rockaway Type Vessel - Puede transportar hasta 150 pasajeros - Contiene pantallas y anuncios para las paradas / destinos de la ruta - Cuenta con cubierta superior accesible desde la parte trasera del barco y asientos de plástico con mesas. - Se hicieron planes para convertir estos buques para acomodar hasta 250 pasajeros; La conversión se detuvo ya que se dispondría de fondos para solicitar embarcaciones adicionales - Finalmente, estará operando en la ruta del sur de Brooklyn, a partir de 2021. |
|        | Opportunity (H-204)           | 2016–2017 | - Astoria - Lower East Side - Rockaway - Soundview | - 1.ª Generación de (T Class) Rockaway Type Vessel - Puede transportar hasta 150 pasajeros - Contiene pantallas y anuncios para las paradas / destinos de la ruta - Cuenta con cubierta superior accesible desde la parte trasera del barco y asientos de plástico con mesas. - Se hicieron planes para convertir estos buques para acomodar hasta 250 pasajeros; La conversión se detuvo ya que se dispondría de fondos para solicitar embarcaciones adicionales - Finalmente, estará operando en la ruta del sur de Brooklyn, a partir de 2021. |
|        | Flyer (H-205)                 | 2016–2017 | - Astoria - Lower East Side - Rockaway - Soundview | - 1.ª Generación de (T Class) Rockaway Type Vessel - Puede transportar hasta 150 pasajeros - Contiene pantallas y anuncios para las paradas / destinos de la ruta - Cuenta con cubierta superior accesible desde la parte trasera del barco y asientos de plástico con mesas. - Se hicieron planes para convertir estos buques para acomodar hasta 250 pasajeros; La conversión se detuvo ya que se dispondría de fondos para solicitar embarcaciones adicionales - Finalmente, estará operando en la ruta del sur de Brooklyn, a partir de 2021. |
|        | McShiny (H-206)               | 2017–2018 | - East River - Governors Island - South Brooklyn   | - 2.ª Generación de (T Class) Standard/River Type Vessel - Puede transportar hasta 150 pasajeros - Cuenta con cubierta superior accesible desde la parte trasera del barco y asientos de plástico con mesas. - HB-107 fue el último y único barco estándar que se entregó en 2018. |
|        | Starlight (H-207)             | 2017–2018 | - East River - Governors Island - South Brooklyn   | - 2.ª Generación de (T Class) Standard/River Type Vessel - Puede transportar hasta 150 pasajeros - Cuenta con cubierta superior accesible desde la parte trasera del barco y asientos de plástico con mesas. - HB-107 fue el último y único barco estándar que se entregó en 2018. |
|        | Spring Mallard (H-208)        | 2017–2018 | - East River - Governors Island - South Brooklyn   | - 2.ª Generación de (T Class) Standard/River Type Vessel - Puede transportar hasta 150 pasajeros - Cuenta con cubierta superior accesible desde la parte trasera del barco y asientos de plástico con mesas. - HB-107 fue el último y único barco estándar que se entregó en 2018. |
|        | Atlantic Compass (H-209)      | 2017–2018 | - East River - Governors Island - South Brooklyn   | - 2.ª Generación de (T Class) Standard/River Type Vessel - Puede transportar hasta 150 pasajeros - Cuenta con cubierta superior accesible desde la parte trasera del barco y asientos de plástico con mesas. - HB-107 fue el último y único barco estándar que se entregó en 2018. |
|        | HB-107                        | 2017–2018 | - East River - Governors Island - South Brooklyn   | - 2.ª Generación de (T Class) Standard/River Type Vessel - Puede transportar hasta 150 pasajeros - Cuenta con cubierta superior accesible desde la parte trasera del barco y asientos de plástico con mesas. - HB-107 fue el último y único barco estándar que se entregó en 2018. |
|        | Ocean Queen Rockstar (HB-108) | 2018–2019 | - Astoria - Lower East Side - Rockaway - Soundview | - 2.ª Generación de (K Class) Rockaway Type Vessel - Puede transportar hasta 350 pasajeros - Cuenta con asientos de vinilo de cuero sin mesas. - Se puede llegar a la cubierta superior desde cualquier extremo del barco. |
|        | Seas the Day (HB-109)         | 2018–2019 | - Astoria - Lower East Side - Rockaway - Soundview | - 2.ª Generación de (K Class) Rockaway Type Vessel - Puede transportar hasta 350 pasajeros - Cuenta con asientos de vinilo de cuero sin mesas. - Se puede llegar a la cubierta superior desde cualquier extremo del barco. |
|        | Golden Narrows (HB-110)       | 2018–2019 | - Astoria - Lower East Side - Rockaway - Soundview | - 2.ª Generación de (K Class) Rockaway Type Vessel - Puede transportar hasta 350 pasajeros - Cuenta con asientos de vinilo de cuero sin mesas. - Se puede llegar a la cubierta superior desde cualquier extremo del barco. |
|        | Rainbow Cruise (HB-111)       | 2018–2019 | - Astoria - Lower East Side - Rockaway - Soundview | - 2.ª Generación de (K Class) Rockaway Type Vessel - Puede transportar hasta 350 pasajeros - Cuenta con asientos de vinilo de cuero sin mesas. - Se puede llegar a la cubierta superior desde cualquier extremo del barco. |
|        | Unity (HB-112)                | 2018–2019 | - Astoria - Lower East Side - Rockaway - Soundview | - 2.ª Generación de (K Class) Rockaway Type Vessel - Puede transportar hasta 350 pasajeros - Cuenta con asientos de vinilo de cuero sin mesas. - Se puede llegar a la cubierta superior desde cualquier extremo del barco. |
|        | Traversity (HB-113)           | 2018–2019 | - Astoria - Lower East Side - Rockaway - Soundview | - 2.ª Generación de (K Class) Rockaway Type Vessel - Puede transportar hasta 350 pasajeros - Cuenta con asientos de vinilo de cuero sin mesas. - Se puede llegar a la cubierta superior desde cualquier extremo del barco. |
|        | Jewel of the Harbor (HB-114)  | 2018–2019 | - Astoria - Lower East Side - Rockaway - Soundview | - 2.ª Generación de (K Class) Rockaway Type Vessel - Puede transportar hasta 350 pasajeros - Cuenta con asientos de vinilo de cuero sin mesas. - Se puede llegar a la cubierta superior desde cualquier extremo del barco. |
|        | H-214                         | 2018–2019 | - Astoria - Lower East Side - Rockaway - Soundview | - 2.ª Generación de (K Class) Rockaway Type Vessel - Puede transportar hasta 350 pasajeros - Cuenta con asientos de vinilo de cuero sin mesas. - Se puede llegar a la cubierta superior desde cualquier extremo del barco. |
|        | HB-115                        | 2018–2019 | - Astoria - Lower East Side - Rockaway - Soundview | - 2.ª Generación de (K Class) Rockaway Type Vessel - Puede transportar hasta 350 pasajeros - Cuenta con asientos de vinilo de cuero sin mesas. - Se puede llegar a la cubierta superior desde cualquier extremo del barco. |
|        | H-90                          | 2018–2019 | - Astoria - Lower East Side - Rockaway - Soundview | - 2.ª Generación de (K Class) Rockaway Type Vessel - Puede transportar hasta 350 pasajeros - Cuenta con asientos de vinilo de cuero sin mesas. - Se puede llegar a la cubierta superior desde cualquier extremo del barco. |
|        | H-215                         | 2018–2019 | - Astoria - Lower East Side - Rockaway - Soundview | - 2.ª Generación de (K Class) Rockaway Type Vessel - Puede transportar hasta 350 pasajeros - Cuenta con asientos de vinilo de cuero sin mesas. - Se puede llegar a la cubierta superior desde cualquier extremo del barco. |
|        | HB-119                        | 2019–2020 | - East River - Governors Island - South Brooklyn   | - 3.ª Generación (T Class) Standard/River Type Vessel - Puede transportar hasta 150 pasajeros - Cuenta con cubierta superior accesible desde la parte trasera del barco y asientos de plástico con mesas. - HB123 es el último buque entregado como parte del contrato. |
|        | Bay Hopper (HB-120)           | 2019–2020 | - East River - Governors Island - South Brooklyn   | - 3.ª Generación (T Class) Standard/River Type Vessel - Puede transportar hasta 150 pasajeros - Cuenta con cubierta superior accesible desde la parte trasera del barco y asientos de plástico con mesas. - HB123 es el último buque entregado como parte del contrato. |
|        | Cyclone Shark (HB-121)        | 2019–2020 | - East River - Governors Island - South Brooklyn   | - 3.ª Generación (T Class) Standard/River Type Vessel - Puede transportar hasta 150 pasajeros - Cuenta con cubierta superior accesible desde la parte trasera del barco y asientos de plástico con mesas. - HB123 es el último buque entregado como parte del contrato. |
|        | White Sands (HB-501)          | 2019–2020 | - East River - Governors Island - South Brooklyn   | - 3.ª Generación (T Class) Standard/River Type Vessel - Puede transportar hasta 150 pasajeros - Cuenta con cubierta superior accesible desde la parte trasera del barco y asientos de plástico con mesas. - HB123 es el último buque entregado como parte del contrato. |
|        | Tooth Ferry (HB-122)          | 2019–2020 | - East River - Governors Island - South Brooklyn   | - 3.ª Generación (T Class) Standard/River Type Vessel - Puede transportar hasta 150 pasajeros - Cuenta con cubierta superior accesible desde la parte trasera del barco y asientos de plástico con mesas. - HB123 es el último buque entregado como parte del contrato. |
|        | Time Traveler (HB-123)        | 2019–2020 | - East River - Governors Island - South Brooklyn   | - 3.ª Generación (T Class) Standard/River Type Vessel - Puede transportar hasta 150 pasajeros - Cuenta con cubierta superior accesible desde la parte trasera del barco y asientos de plástico con mesas. - HB123 es el último buque entregado como parte del contrato. |
|        | H-91                          | 2020      | - Astoria - Rockaway - Soundview                   | - 3.ª Generación (K Class) Rockaway Type Vessel - Puede transportar hasta 350 pasajeros - Cuenta con asientos de vinilo de cuero sin mesas. - Se puede llegar a la cubierta superior desde cualquier extremo del barco. |
|        | H-401                         | 2020      | - Astoria - Rockaway - Soundview                   | - 3.ª Generación (K Class) Rockaway Type Vessel - Puede transportar hasta 350 pasajeros - Cuenta con asientos de vinilo de cuero sin mesas. - Se puede llegar a la cubierta superior desde cualquier extremo del barco. |
|        | Curiosity (H-301)             | 2020      | - Astoria - Rockaway - Soundview                   | - 3.ª Generación (K Class) Rockaway Type Vessel - Puede transportar hasta 350 pasajeros - Cuenta con asientos de vinilo de cuero sin mesas. - Se puede llegar a la cubierta superior desde cualquier extremo del barco. |
|        | City Fishy (H-92)             | 2020      | - Astoria - Rockaway - Soundview                   | - 3.ª Generación (K Class) Rockaway Type Vessel - Puede transportar hasta 350 pasajeros - Cuenta con asientos de vinilo de cuero sin mesas. - Se puede llegar a la cubierta superior desde cualquier extremo del barco. |

## Horarios y autobuses
NYC Ferry opera desde las 5:30 a. m. a 10:30 p. m. durante los siete días de la semana. : 9  Durante las horas pico, los transbordadores operan o se propone que operen a intervalos de 20 minutos hacia Astoria y el Lower East Side; Avances de 30 minutos a Bay Ridge y Soundview; y avances de 30 a 60 minutos hacia los Rockaways. : 9 
NYC Ferry opera tres rutas de autobús lanzadera. Uno se hizo cargo del servicio NY Waterway preexistente hasta el rellano de East 34th Street. : 9  Los otros son servicios nuevos para el rellano de Rockaway, que se encuentra en Beach 108th Street. Una ruta va hacia el oeste hasta el parque Jacob Riis, : 9  mientras que una segunda fue originalmente planeada para operar entre el embarcadero del ferry y la Beach 67th Street, pero finalmente se extendió hacia el este. La Declaración de Impacto Ambiental preveía una extensión del autobús de Beach 67th Street a Beach 31st Street a través de Rockaway Beach Boulevard y Beach Channel Drive, : 9  pero la oficina de De Blasio dijo que extender el autobús más causaría una flota de autobuses escasez, lo que provoca que los pasajeros pierdan sus barcos. En mayo de 2019, como parte de un programa piloto de tres meses, se creó una ruta de autobús lanzadera sin escalas entre el aterrizaje de Rockaway y la estación Far Rockaway – Mott Avenue.

## Recepción de la crítica

### Elogios

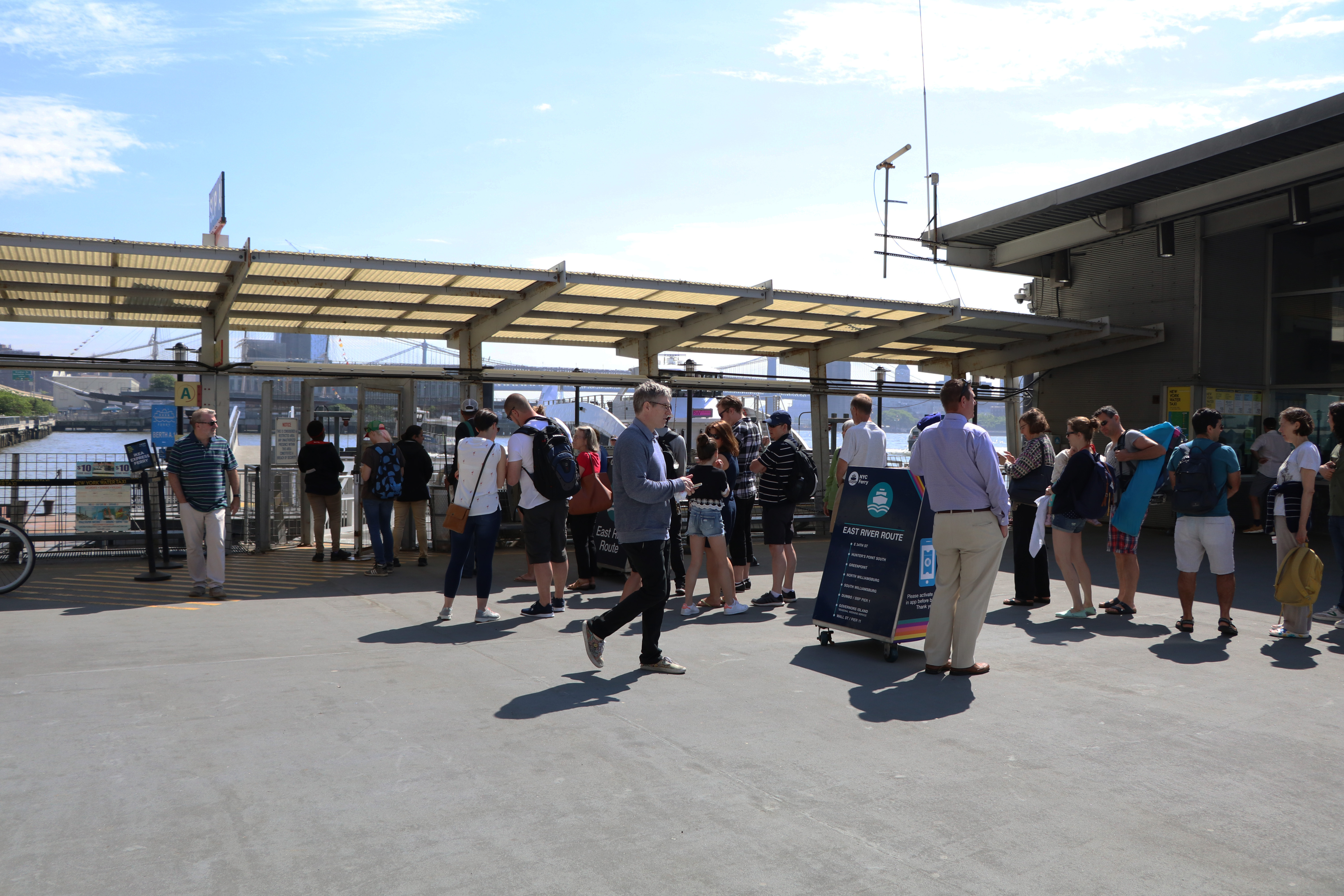
Parada del NYC Ferry en Pier 11

Ha habido tanto elogios como críticas por el servicio de ferry. El consejo editorial del periódico local AM New York elogió la asequibilidad del sistema de transbordadores de Nueva York y afirmó que, si se hace correctamente, el transbordador "podría ser mucho más agradable que un viaje en metro". Instó a los funcionarios de la ciudad a considerar qué rutas priorizar para el servicio de la Fase 1 en 2017. Políticos como el concejal Vincent Gentile y el senador estatal Marty Golden también elogiaron el hecho de que el ferry brindaría servicio a lugares, como el suroeste de Brooklyn, que están desatendidos por el transporte.
En julio de 2017, después de la apertura del ferry, un comentarista del sitio web de noticias CityLab calificó las "comodidades orientadas al cliente" del sistema NYC Ferry como una "clave para el futuro del tránsito". El escritor señaló que algunas de las comodidades de alta calidad incluían refrigerios y bebidas, un sistema avanzado de emisión de boletos, conexiones a autobuses de enlace en ciertas terminales y trabajadores de transbordadores que brindaban servicio al cliente, en contraste con la Autoridad de Transporte Metropolitano, a la que dijo "culpa ciclistas por su asombroso descenso en la fiabilidad "respecto al año anterior. Un reportero de Curbed NY escribió en septiembre de 2017 que la ruta del East River "valía la tarifa de 2,75 dólares, especialmente si eres una persona que ama la arquitectura", debido a sus vistas frente al mar de los puntos de referencia a lo largo del río.

### Opiniones desfavorables
El sistema de transbordadores ha sido criticado por beneficiar principalmente a las personas adineradas y por servir a áreas costeras aburguesadas como Williamsburg. La mayoría de las paradas de ferry se ubicaron en áreas donde los ingresos anuales son más altos que el promedio de la ciudad. Surgieron críticas adicionales por el hecho de que el sistema de transbordadores no estaba definitivamente planeado para servir a Staten Island. Un redactor del Staten Island Advance señaló que la única ruta propuesta de NYC Ferry a Staten Island, la ruta Stapleton, no solo no tenía fondos, sino que también era redundante para el Ferry de Staten Island existente.
Después de que presidente de la NYCEDC James Patchett promociona el ferry como un sustituto para el sistema de metro, Henry Grabar, de Slate dijo que la suposición de Patchett era 'ridícula', ya que a cada ferry le caben menos personas que a un único vagón de metro. Según Grabar, la primera media docena de transbordadores en servicio el día de la inauguración ni siquiera transportaba la misma cantidad de personas en un solo tren subterráneo. Dijo que el sistema de transbordadores no era una forma de mejorar el acceso de tránsito a las personas en las zonas con pocos medios de transporte, sino una forma de estimular el desarrollo económico a lo largo de la costa. Grabar escribió que el metro había sido la razón de la desaparición temprana de los ferries en primer lugar, y que el ferry no era un remedio eficaz para la congestión del metro. Sin embargo, Grabar también declaró que "el viaje será un verdadero placer" para los pocos que encontraron el ferry lo suficientemente conveniente. 
Benjamin Kabak, un bloguero de tránsito, escribió que "el alcance de los transbordadores es particularmente estrecho", fuera del alcance de caminar para el 94 % de los residentes de la ciudad. También señaló que el número total de pasajeros de NYC Ferry en 2017 fue menor que el número total de pasajeros diarios del metro de Nueva York, y que más de tres veces más personas viajaron en Citi Bike, el sistema de bicicletas compartidas de la ciudad, que las que tomaron el ferry en 2017. Kabak declaró que el sistema de transbordadores era solo una pequeña parte del futuro del tránsito de la ciudad, y que la ciudad podría construir fácilmente una línea de tren ligero con los subsidios que estaba pagando para financiar NYC Ferry. El consejo editorial del New York Post escribió en junio de 2020 que "el elefante blanco favorito del alcalde Bill de Blasio se había convertido en un verdadero lastre para la ciudad" incluso antes de la pandemia de COVID-19, y la NYCEDC registró sus primeras ganancias negativas en 2019
Tom Fox, presidente de New York Water Taxi de 2001 a 2011, escribió en 2016 que el plan se vio empañado por "un marco de tiempo poco realista, la agencia líder equivocada, la selección de un operador sin experiencia sin transbordadores y una mala planificación". Fox citó la selección de Hornblower Cruises, un operador de cruceros con sede en California, a pesar de una oferta de tres grandes operadores de transbordadores en el área metropolitana de Nueva York; la decisión de construir nuevos barcos para el sistema, en lugar de comprar barcos existentes de otras empresas; y el hecho de que los nuevos barcos podrían acomodar a menos personas que los transbordadores del East River, que ya están abarrotados.  Señaló que la ciudad compró motores de lancha francesa que nunca se habían utilizado en barcos de pasajeros en los Estados Unidos; y que dado que todos los astilleros estadounidenses con experiencia no pudieron recibir nuevos pedidos hasta 2018, la ciudad decidió utilizar un constructor con menos experiencia. Además, un reportero de DNAinfo.com escribió que Hornblower Cruises tenía un historial de malas relaciones con sus sindicatos de trabajadores. Otro escritor de ese sitio web declaró que Hornblower había contratado vendedores de boletos que arengaban a los transeúntes con el fin de vender boletos para transbordadores separados en el Lower Manhattan. La práctica agresiva de venta de entradas se detuvo después de la última historia.

### Recepción de ciclistas
Según una encuesta de satisfacción del cliente de agosto de 2017 de la NYCEDC, los pasajeros tenían una opinión mayoritariamente positiva del sistema de transbordadores de Nueva York, con el 93% de los pasajeros dando calificaciones positivas. Casi el 70% de los 1.300 pasajeros encuestados le dieron al ferry la calificación más alta posible. En mayo de 2018, The Village Voice realizó una encuesta demográfica informal de los pasajeros de NYC Ferry, ya que NYCEDC no había publicado oficialmente los datos demográficos de los pasajeros. The Voice descubrió que la mayoría de los 60 pasajeros que encontró usaban el ferry simplemente porque estaba menos concurrido y era más cómodo en comparación con el metro. Además, muchos de los pasajeros encuestados trabajaron en trabajos de mayores ingresos. 

## Otros transbordadores
Varios ferries en el área de Nueva York se vieron afectados cuando se hicieron públicos los planes para NYC Ferry. NY Waterway cedería su ruta East River a NYC Ferry. El taxi acuático de Nueva York permaneció separado, pero eliminaría 200 puestos de trabajo; había declarado que si no ganaba el contrato con la ciudad para operar NYC Ferry, cerraría. Dado que la compañía no ganó el contrato de NYC Ferry, se esperaba que cerrara en octubre de 2016, pero continuó operando hasta fin de año antes de ser comprada por Circle Line Sightseeing Cruises en enero de 2017. El ferry de Staten Island, propiedad de la ciudad, sigue siendo una entidad separada. Además, el servicio de ferry agregaría 155 puestos de trabajo al área del puerto de Nueva York. 
Debido a la falta de planes concretos para las rutas de ferry de Nueva York a Staten Island, ha habido acuerdos provisionales con otros servicios de ferry para proporcionar un servicio de ferry rápido entre Staten Island y Manhattan, complementando la ruta de propiedad de la ciudad allí. En abril de 2017, el presidente del condado de Staten Island, James Oddo, negoció con NY Waterway para brindar servicio entre St. George Terminal y West Midtown Ferry Terminal. En septiembre del mismo año, los desarrolladores privados en la costa sur de Staten Island también negociaron con SeaStreak para ejecutar una ruta de ferry rápido separada desde la costa sur hasta el bajo Manhattan.